# Tornavacas
Tornavacas – gmina w Hiszpanii, w prowincji Cáceres, w Estramadurze, o powierzchni 76,6 km². W 2011 roku gmina liczyła 1181 mieszkańców.